# Miam Monster Miam
Benjamin Schoos, aussi connu sous le nom de Miam Monster Miam, né le 16 décembre 1977 à Seraing (province de Liège), est un chanteur, auteur-compositeur, et producteur belge. Il est également chroniqueur sur la RTBF (radio et télévision) et illustrateur de fanzine.

## Biographie

### Les débuts
Benjamin Schoos naît le 16 décembre 1977 à Seraing, en Belgique,. Il est inscrit par ses parents à des cours de musique lorsqu’il est adolescent. Il écrit ses premières chansons à 14 ans et fréquente la Médiathèque royale de Belgique (Médiathèque Nouvelle) qui se trouve près de chez lui. Il y emprunte des disques et nourrit sa culture rock. Il commence la batterie en jouant sur ces disques. Il écoute Brel, Brassens, Dassin, les Beatles, Satie et Gershwin. Il fait ensuite l’académie musicale et des classes préparatoires pour le Conservatoire qu’il arrête rapidement. Il s’initie à la guitare en autodidacte.
En 1998, il publie When I Was a Ninja, son premier maxi CD 4 titres sur le label liégeois Soundstation. La même année sort l'album Cum at the Liquid Fancy Fair, qu'on pourrait qualifier de « pop bricolée ». À 22 ans, l’artiste propose des morceaux enregistrés sur un magnétophone quatre-pistes dans sa chambre et illustre l'album qu'il en fait avec des photos de famille kitsch.
Son deuxième album, Hey Tank!, voit le jour en 2000. Benjamin Schoos l’illustre lui-même avec des collages d’éléments découpés dans des revues vintages. Il s’agit là de sa première illustration professionnelle mais l’artiste réalise des collages et des dessins depuis son enfance. Miam Monster Miam traverse une période de doute et de mélancolie. Il reprend l'écriture de cet album et l’améliore pour le suivant[pas clair].
Après le maxi Have a Cup (2001), l'album Forgotten Ladies (2003) présente un registre plus folk et acoustique. La production en est confiée à Philippe Corthouts (guitariste de Sttellla). D'autres musiciens participent également à cet album comme le guitariste Jacques Stotzem, le contrebassiste André Klenes, Christine Ott et ses ondes Martenot. Co-produit avec la Soundstation, l’album est enregistré « à l’ancienne » (les musiciens jouent ensemble dans la même pièce).
C’est le premier album de Miam Monster Miam faisant son entrée dans les charts belges.
Dans une veine similaire, suivent les albums : Soleil noir (2005), avec, pour la première fois, des textes en français du cinéaste Olivier Smolders et L'Histoire de William Buckner (2006). L'Homme-Libellule, disque concept de space pop sort en 2007.

### Musique

#### Freaksville Records
En 2006, il crée le label Freaksville Records, avec lequel il produit et enregistre sa propre musique ainsi que celle de quelques artistes tels que Jacques Duvall (parolier de Lio, Alain Chamfort, Jane Birkin, entre autres), Juan d'Oultremont (artiste contemporain et figure médiatique belge), Sophie Galet,.
En 2008, il compose et produit l'album Phantom featuring Marie France, ainsi que ceux des artistes UFO Goes UFA et King Lee.
L'année suivante, il réalise et compose l'album Phantom featuring Lio. Il tourne ensuite avec Lio comme claviériste et guitariste.
Il réalise également la bande originale du film Nuit noire d’Olivier Smolders et crée la section musicale Phantom (pour la promotion du style Pop Garage belge). La section joue à diverses occasions avec les artistes qu’il signe et aussi avec Lio, Kramer, Marc Moulin, Marc Morgan, l’Orchestre philharmonique de Liège, Jad Fair et Marie France.
Fin avril 2010, il sort un single, J'aurai ta peau, enregistré à Londres et écrit avec Michel Moers du groupe Telex. Il en proposera soixante-neuf versions sur internet. En septembre 2010, il réalise la compilation Pan ! dédiée au rock garage européen et sort un nouvel album avec The Loved Drones, le nouveau nom de Phantom.
En 2011, Miam Monster Miam co-fonde[pas clair] le groupe The Loved Drones, collectif psyché pop rock belgo-anglais avec qui il enregistre l'album The Tangible Effect of Love. Schoos et le groupe accompagnent sur scène, en 2012, Damo Suzuki, chanteur du groupe Can, dans son projet Damo Suzuki's Network.
Pendant la période du Covid, Benjamin Schoos contacte Alex Gavaghan, artiste anglais du label, pour lui proposer le projet « National Freaksville Orchestra » dont l'idée est que le guitariste de Liverpool et son collectif The Boss Jockeys proposent des compositions à base de batterie, basse et guitares, sur lesquelles la bande Belge viendrait ajouter orgue Hammond, sitar et synthétiseur. L'album néo-psychédélique homonyme National Freaksville Orchestra sort en 2023.

#### L'Eurovision
En 2009, il compose la chanson Copycat qui représente la Belgique au concours Eurovision à Moscou. Les paroles sont de Jacques Duvall et sont interprétées par Patrick Ouchène. L’idée était d’envoyer sur scène un faux chanteur à l’un des concours de chant les plus regardés au monde. La chanson ne passe pas la demi-finale et récolte un point.

#### Sous son nom Benjamin Schoos
En 2012, pour la sortie de l'album China Man vs Chinagirl, l'artiste utilise dorénavant son véritable nom, Benjamin Schoos et plus celui de Miam Monster Miam. L'album, composé avec le parolier Jacques Duvall et avec la participation de Lætitia Sadier (Stereolab), Marie France et Chrissie Hynde (The Pretenders),, sort dans de nombreux pays.
Le single Je ne vois que vous (avec Lætitia Sadier) se classe en « A list » sur la radio BBC Radio 6 Music en Angleterre pendant le mois de mai 2012. L’album est très bien accueilli par la presse anglaise (NME, Q, Guardian, etc.) et française (Les Inrockuptibles, Technikart). La même année, après avoir tourné en Angleterre et en Espagne,, Benjamin Schoos en enregistre une version live à L’Étuve, petit cabaret situé au centre de Liège.
En Belgique, l'artiste reçoit en 2013 l'Octave de l'album chanson française de l'année et l'Octave de l'artiste de l'année,.
En France, China Man vs Chinagirl est coup de cœur 2012 de l'Académie Charles-Cros.
En 2013 et 2014, l'artiste se produit en Asie (Vietnam, Chine),, en Espagne (avec Dominique A), ainsi qu'au Québec (FrancoFolies de Montréal, Festival de la chanson de Tadoussac) et en France (avec Bertrand Burgalat qui le rejoint sur scène pour deux concerts). L'artiste sort ensuite, en 2014, deux E.P : Une dernière danse (avec Lætitia Sadier) et Visiter la Lune (qui comprend une plage chantée par Alain Chamfort), ainsi qu'un album, Beau Futur.
En 2020, l’artiste publie l’album Doubt in my Heart dans lequel il ne chante pas (sauf dans les chœurs). Le chanteur Chris A. Cummings (en) (connu sous le nom Marker Starling) interprète trois titres de l’album.
L'année suivante, Benjamin Schoos sort The Love Note, son seizième album. Pour ce premier opus instrumental composé de huit morceaux, il s'entoure du pianiste Christophe Cerri, de Jérôme Mardaga au synthétiseur, du saxophoniste Manuel Hermia et de Christine Ott aux ondes Martenot .

### Télévision et radio

#### Chroniqueur à la radio et à la télévision
De 2003 à 2011, Miam Monster Miam est chroniqueur radio à la RTBF pour l'émission Le Jeu des dictionnaires, aux côtés de Marc Moulin, Juan d'Oultremont et Pierre Kroll et à la télévision pour l'émission La Télé infernale, également sur la RTBF. Dans cette émission, l'une des rubriques qu'il propose est un concept de ventriloquie radiophonique,.
À partir de 2010, Miam Monster Miam réalise chaque mercredi, depuis son studio d'enregistrement Freaksville, l'émission radio Freaksplanet diffusée sur Equinoxe FM, Radio Run et Radio Panik, mélangeant les styles de musiques underground.
Depuis 2020, il est chroniqueur humoristique dans les talk-shows de l’animateur Walid : C’est presque Sérieux et Salut les Copions sur La Première.

#### Radio Rectangle
Benjamin Schoos et le label Freaksville Record lancent le 24 septembre 2012 une radio en ligne baptisée Radio Rectangle, en référence au titre Rectangle de Jacno. Diffusant un podcast par jour, Radio Rectangle explore la musique pop, les cultures pop et alternatives qui en découlent,,. Les podcasts diffusés vont de la pop-surf des années 1960 aux actualités hip-hop, en passant par la new wave et la pop rock des années 1990. Après dix ans, la webradio s'arrête en 2022. Benjamin Schoos continue à produire des podcasts pour Freaksville, dont Les Lionnes de Karin Clercq, Fume c’est du Belge de Jacques de Pierpont et Soundtrack of My Life de Luc Lorfèvre.

### Arts plastiques
Benjamin Schoos est un artiste pluridisciplinaire aussi reconnu pour ses illustrations et ses créations de plasticien. Entre 2000 et 2010, il propose de nombreuses expositions de collages, il illustre des affiches, des pochettes, des fanzines. Fin 2023, il a son exposition Happy Ending !  à la Space Collection de Liège qui fermait ses portes. Elle a pour thème l’année qui vient de s’écouler et il y présente un millier d’œuvres créées cette année-là (collages, peintures et vidéos) et les dédoublements du monde entre « réel » et « numérique », à travers, notamment, les nouvelles technologies et les réseaux sociaux. L'exposition s'est achevée par un dé-vernissage avec un concert de Johnny Cadillac (sosie belge de Johnny Hallyday).
Son premier roman graphique U-mains, avec Raphaël Dethier aux dialogues, paraît le 7 décembre 2023 aux Éditions du Caïd. Illustré par des peintures, des dessins et des collages, tout le livre est en noir et blanc. Entre récit biblique et récit de science-fiction, U-mains raconte l’histoire d’une organisation extra-terrestre venue coloniser la Terre (avec l’aide de Satan) afin d’asservir ses habitants et de développer des biotechnologies. Le format de l'ouvrage a été pensé pour ressembler aux exemplaires de la revue La Tour de garde, distribuée par les témoins de Jéhovah.

### Vie associative
En marge de son activité musicale, Benjamin Schoos a été l'administrateur délégué de la SABAM de 2018 à 2020 et est président de la FLIF (Fédération des Labels Indépendants Francophones,). En septembre 2020, il est élu pour cinq ans à la présidence du conseil supérieur de la culture de la Fédération Wallonie-Bruxelles,. Depuis 2022, il est également administrateur de la société belge de droits voisins Playright +.

### Prix et récompenses
- 2013 : Octave de la Musique – Meilleur album de chanson française[28] ;
- 2013 : Octave de la Musique – Artiste de l’année[28] ;
- 2013 : Prix « Coup de cœur » de l’Académie du disque Charles-Cros ;
- 2020 : Octave de la Musique – Octave d’Honneur pour l’ensemble d’une carrière[54].

## Œuvre

### Discographie

#### Miam Monster Miam
- 1998 : When I was a Ninja
- 1998 : Cum at the Liquid Fancy Fair
- 2000 : Hey Tank !
- 2001 : Have a Cup
- 2003 : Forgotten Ladies
- 2005 : Soleil Noir
- 2005 : BO du film Nuit Noire d'Olivier Smolders
- 2006 : L'Histoire de William Buckner
- 2006 : The Motherchild (démos et inédits de Forgotten Ladies)
- 2007 : L'Homme Libellule
- 2010 : Femme plastique (feat. Les Loved Drones)

#### Benjamin Schoos
- 2012 : China Man vs Chinagirl
- 2012 : China Man vs Chinagirl Live à L’Étuve
- 2014 : Une dernière danse E.P
- 2014 : Visiter la lune E.P
- 2014 : Beau Futur
- 2016 : Night Music Love Songs[55],[56]
- 2016 : BO du documentaire Thierry Hallard, le crash final
- 2017 : Profession Chanteur Compilation
- 2017 : Tour de chant, Live au Botanique
- 2017 : Mélodie Souvenir
- 2018 : All Night Every Night featuring Dent May
- 2018 : Quand la nuit tombe sur l'Orchestre
- 2020 : Doubt in my Heart[57]
- 2021 : The Love Note[58]
- 2024 : The Direct Way To Melancholy[59].

#### Musique de films et documentaires
- 2005 : BO du film Nuit noire[60] de Olivier Smolders
- 2012 : BO du film The ABCs of Death[60] (P Segment) de Simon Rumley
- 2016 : BO du documentaire Sortie de route de Olivier Monssens
- 2017 : BO du documentaire Les Belges ça osent tout ![60] de Oliver Monssens
- 2017 : BO du documentaire Europe Disco Express : L'histoire des alchimistes européens du disco[60] de Oliver Monssens
- 2018 : BO du documentaire Greeting from Planet Smurf[60] [« Bons baisers de la planète Schtroumpf »] de Jean-Marc Panis
- 2019 : BO du documentaire High Energy de Oliver Monssens
- 2019 : BO du documentaire Stax le label soul légendaire de Lionel Baillon et Stéphane Carre
- 2020 : BO du documentaire Dorothée, Hélène et les garçons : Génération AB Productions de Olivier Monssens
- 2021 : BO du documentaire Jim Morrison, les derniers jours à Paris de Olivier Monssens[61]
- 2022 : BO du documentaire Romy et Alain les éternels fiancés de Olivier Monssens[62]
- 2023 : BO du documentaire Jean-Claude Van Damme Coup sur coup[60] de Olivier Monssens
- 2023 : BO des documentaires 70 ans de La folle épopée de la télé belge de Olivier Monssens.

#### Producteur et musicien
- 2006 : Phantom featuring Jacques Duvall : Hantises
- 2006 : Sophie Galet : Cyclus
- 2006 : Juan d'Oultremont : Bambi is Dead
- 2006 : Compilation Freaksville Roots Band Volume 1
- 2006 : Les Enfants de Zardoz EP
- 2007 : Baby Banjo LP
- 2008 : Phantom featuring Marie France : Phantom Featuring Marie France
- 2008 : UFO Goes UFA : Pop Garage Symphony Number 9
- 2008 : King Lee : 400 Blowz
- 2009 : Juan d'Oultremont : Megaphone's Judas
- 2009 : Jacques Duvall : Le Cowboy et la Call-girl
- 2009 : Copycat : Copycat
- 2009 : Phantom featuring Lio : Phantom Featuring Lio
- 2010 : Compilation Freaksville Pan ! Volume 1
- 2010 : Mademoiselle Nineteen : Je ne vois que vous et le chagrin et l'amour
- 2010 : Charles Blistin : Charles Blistin
- 2011 : Jacques Duvall : Expert en désespoir
- 2011 : James Race feat. Mark Gardener : World's Away
- 2011 : Deadride Phantom : Phantom is Alive
- 2011 : Kryptonica ! : Internazionale Klass
- 2011 : Various Artists - En route ! : Conducteur Fantôme - Motorcycle Girl
- 2011 : Android 80 : Suburban Robot
- 2011 : Sophie Galet : Stella Polaris
- 2012 : Marie France et les Fantômes : Kiss
- 2012 : King Lee : Menace 2 Wallifornie
- 2012 : Mademoiselle Nineteen : Mademoiselle Nineteen
- 2012 : The Loved Drones : The Tangible Effect of Love
- 2013 : Juan d'Oultremont : Homme d'attaque
- 2013 : Le Dragon Noir : Kinshasa Mantra
- 2014 : Karin Clercq : Question réponse
- 2014 : Jacques Duvall : La Vieille Locomotive
- 2014 : David Madi : L'Amour nuit
- 2014 : King Lee : Menace to the World
- 2014 : Goldenboy : Lola
- 2015 : Compilation Lofi
- 2015 : Jacques Duvall : Je ne me prends plus pour Dieu
- 2015 : Jean-Jacques Perrey et David Chazam : ELA (producteur exécutif)
- 2016 : The Loved Drones : Good Luck Universe !
- 2016 : Marie France : Marie France chante Jacques Duvall
- 2017 : Mademoiselle Nineteen: Au jardin (producteur exécutif et mixage)
- 2017 : Madame Hyde[60] de Serge Bozon - producteur exécutif de la musique
- 2017 : Juan d'Oultremont : Otages
- 2017 : Muziki Ya Solo Solo de Papa Boni et DJeromebosch - Producteur exécutif de la série radio, mixage et enregistrement
- 2018 : Producteur exécutif et directeur artistique de la réédition de la BO de Daughter of Darkness de François Deroubaix
- 2018 : Profession Catcheur, Salvatore Bellomo, l'homme aux 1000 vies de Benjamin Schoos, Jimmy Pantera et Marc Wathieu - Producteur exécutif de la série radio, réalisation et montage
- 2020 : The Loved Drones : Conspiracy Dance
- 2021 : Avant l’incident de Juan d'Outremont
- 2022 : La Ruche de Christophe Hermans (producteur exécutif de la musique)
- 2022 : Sans Soleil de Banu Akseki (producteur exécutif de la musique)
- 2022 : Les Lionnes de Karin Clercq (producteur exécutif de la série podcast)
- 2022 : Fume c'est du belge de Jacques “Pompon“ de Pierpont (producteur exécutif de la série podcast)
- 2022 : Compilation du Jazz à l’électro 1965-1975 de François Deroubaix (producteur exécutif et directeur artistique)
- 2023 : Freaksville National Orchestra
- 2023 : Robots Rising in a Post-Pandemic World

### Romans graphiques
- U-Mains[63], Les Éditions du Caïd, Tavier, 7 décembre 2023
Scénario : Raphaël Dethier - Dessin : Benjamin Schoos - Couleurs : noir et blanc -  (ISBN 9782930754475)

### Expositions
- La Genèse : L’origine des mondes, Paul Delvaux et Benjamin Schoos en résonance[64], Aquarium-Muséum, Liège, du 5 octobre 2024 au 16 mars 2025.

### Collections publiques
8 œuvres de cet artiste sont conservées au Centre de la gravure et de l'image imprimée à La Louvière.

#### Livres
- Philippe Mellot, Michel Denni, Laurent Turpin et Isabelle Morzadec, Trésors de la bande dessinée : BDM 2025-2026 - Catalogue encyclopédique et Argus, Paris, Les Arènes, novembre 2024, 24e éd., 1839 p., ill. ; 23 cm (ISBN 979-10-37512-61-1, OCLC 1478218824, présentation en ligne), p. 1537. .

#### Périodiques
- Nathalie Troquereau, « Benjamin Schoos : L’homme à la tête de chou de Bruxelles », Gonzaï,‎ 20 mai 2014 (lire en ligne, consulté le 3 décembre 2024).
- Luc Lorfèvre, « Liège et sa culture ardente : les adresses favorites de Benjamin Schoos », Moustique,‎ 3 octobre 2023.

### Podcasts
- Benjamin Schoos et Raphaël Dethier discutent de leur roman graphique 'U-mains', 12 décembre 2023, (29 min 19 s).

### Émissions de télévision
- Expo à l'Aquarium Museum : Benjamin Schoos confronte son univers à celui de Paul Delvaux sur Qu4tre Liège Média, présentation : Françoise Bonivert (2 min 52 s), 12 octobre 2024.

### Vidéographie
- [vidéo] « Interview - rencontre avec Benjamin Schoos, musicien, chanteur, compositeur, producteur », sur YouTube, 29 novembre 2023